# Hans Ulfhielm
Hans Ulfhielm, född 12 mars 1924 i Piteå landsförsamling i Norrbottens län, död 4 januari 2010 i Vantörs församling i Stockholms län, var en svensk militär.

## Biografi
Hans Ulfhielm var son till flottningskamreren Robert Ulfhielm och Tekla Ulfhielm, född Stenlund. Han avlade studentexamen i Skellefteå 1943. Han avlade officersexamen vid Krigsskolan 1946 och utnämndes samma år till fänrik vid Bodens artilleriregemente 1946, varefter han befordrades till löjtnant 1948. Han genomgick 1948–1950 Artilleriets officersskola vid Artilleri- och ingenjörhögskolan och 1952–1954 Vapentekniska linjen vid Krigshögskolan. Åren 1954–1963 tjänstgjorde han vid Armétygförvaltningen och befordrades till kapten 1956 samt överfördes 1957 till Fälttygkåren. Åren 1957–1958 studerade han vid School of Tank Technology i Storbritannien. År 1964 utnämndes han till major i pansartrupperna och chef för Pansartruppskolan 1964. Han överfördes 1966 till Fälttygkåren och var chef för Centralsektionen i Fordonsavdelningen i Arméförvaltningen 1966–1968, befordrad till överstelöjtnant 1967. Efter att Arméförvaltningen den 1 juli 1968 hade uppgått i det nybildade Försvarets materielverk (FMV) tjänstgjorde han vid Armématerielförvaltningen (från 1972 Huvudavdelningen för armémateriel) där 1968–1984: som chef för Materielsektionen 1968–1974, som överingenjör och chef för Stridsfordonsbyrån i Fordonsavdelningen 1974–1980 och som chef för Fordonsavdelningen 1980–1984. Han befordrades till överste i Generalstabskåren 1974 och till överste av första graden 1980 samt erhöll 1983 titeln teknisk direktör. År 1984 inträdde Ulfhielm i reserven.
Under större delen av sin militära bana arbetade han med anskaffningen av arméns fordon och han blev en självklar auktoritet inom sitt område. Detta var under en tid med en historiskt sett hög anskaffning av stridsfordon för armén och han ledde det arbetet som projektledare. Under det militärtekniska samarbetet med Schweiz var han Sveriges representant.
Hans Ulfhielm invaldes 1973 som ledamot av Kungliga Krigsvetenskapsakademien. Åren 1975–1978 var han akademiens andre sekreterare och 1978–1988 akademiens sekreterare. År 1988 tilldelades han Hans Majestät Konungens medalj av guld i 12:e storleken med serafimerband.
Ulfhielm medverkade i flera böcker om svenska artilleriets historia. Han var också redaktör för Militärteknisk tidskrift 1966–1985.